# Кампи, Гастон
Гастон Матиас Кампи (исп. Gastón Matías Campi; родился 6 апреля 1991, Буэнос-Айрес, Аргентина) — аргентинский футболист, защитник клуба «Сан-Лоренсо де Альмагро».

## Клубная карьера
Кампи — воспитанник клуба «Расинг» из Авельянеды. 29 октября 2013 года в матче против «Олимпо» он дебютировал в аргентинской Примере. 3 ноября в поединке против «Химнасия Ла-Плата» Гастон забил свой первый гол за «Расинг». В 2014 году он стал чемпионом Аргентины. Летом 2016 года Кампи был отдан в аренду в «Атлетико Рафаэла». 28 августа в матче против «Атлетико Тукуман» он дебютировал за новую команду. 26 марта 2017 года в поединке против «Эстудиантеса» Гастон забил свой первый гол за «Атлетико Рафаэла».
Летом 2017 года Кампи перешёл в «Эстудиантес». Сумма трансфера составила 500 тыс. евро. 16 сентября в матче против «Колона» он дебютировал за новую команду.
В начале 2019 года Кампи на правах аренды перешёл в португальский «Шавеш». 29 января в матче против «Портимоненсе» он дебютировал в Сангриш лиге. 12 апреля в поединке против «Белененсиш» Гастон сделал «дубль», забив свои  первые голы за «Шавеш». Летом того же года Кампи перешёл в турецкий «Трабзонспор». 18 августа в матче против «Касымпаши» он дебютировал в турецкой Суперлиге.

## Достижения
Клубные
 «Расинг»
- Победитель чемпионата Аргентины — 2014